# Отоманка

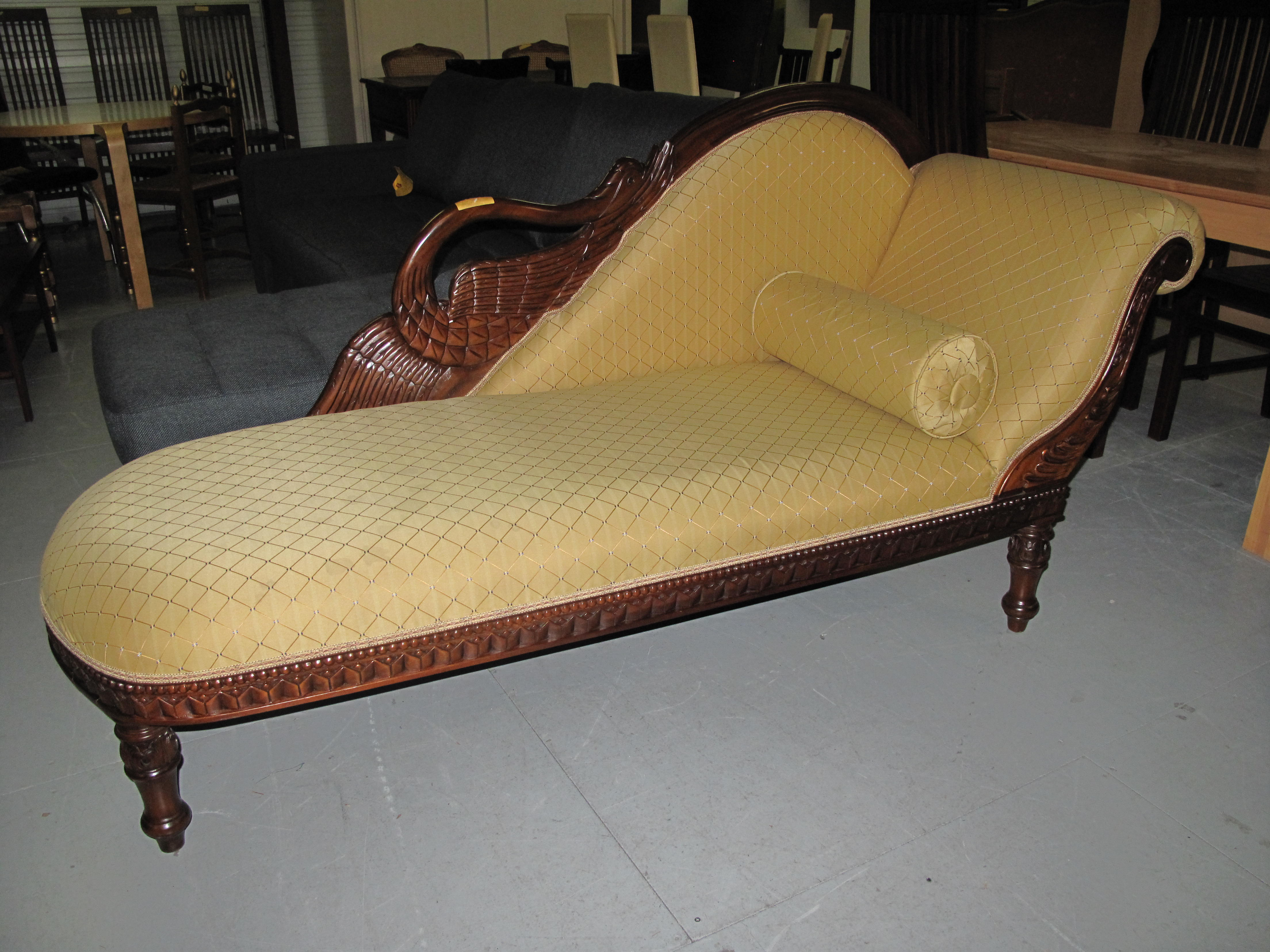
Отоманка з валиком

Отома́нка (від фр. ottomane < Empire ottoman — «Османська імперія») — диван зі спинкою біля узголів'я. До переваг отоманки належать: у міру легке пересування з одного місця на інше, легкість чищення тощо.
Назва цього типу меблів походить від французької назви диванів у східному стилі з півовальною закругленою спинкою, схожих на легку софу. Диван у вигляді кушетки з асиметричною спинкою у французькій мові відомий під назвою méridienne (буквально — «полуденниця», що пов'язане з його звичайним використанням — для відпочинку в середині дня).

## Опис
Старовинні отоманки (і стилізовані під них сучасні) мають примхливі обриси спинки.
«Радянський» варіант (середина XX ст.) отоманки мав такий вигляд: подушки спинки спиралися на стіну, біля якої стояла отаманка, а підлокітник були укріплені на спеціальних металевих опорах з боків. Сидіння отоманки цільне або складалося з окремих знімних подушок. Під сидінням переважно знаходилася схованка глибиною 0,12-0,16 м для постільної білизни або для інших речей. Середня ширина отоманки разом зі знімними подушками 0,9 м, а довжина (разом із підлокітниками) не менше 1,8 м.

## Рекам'єр

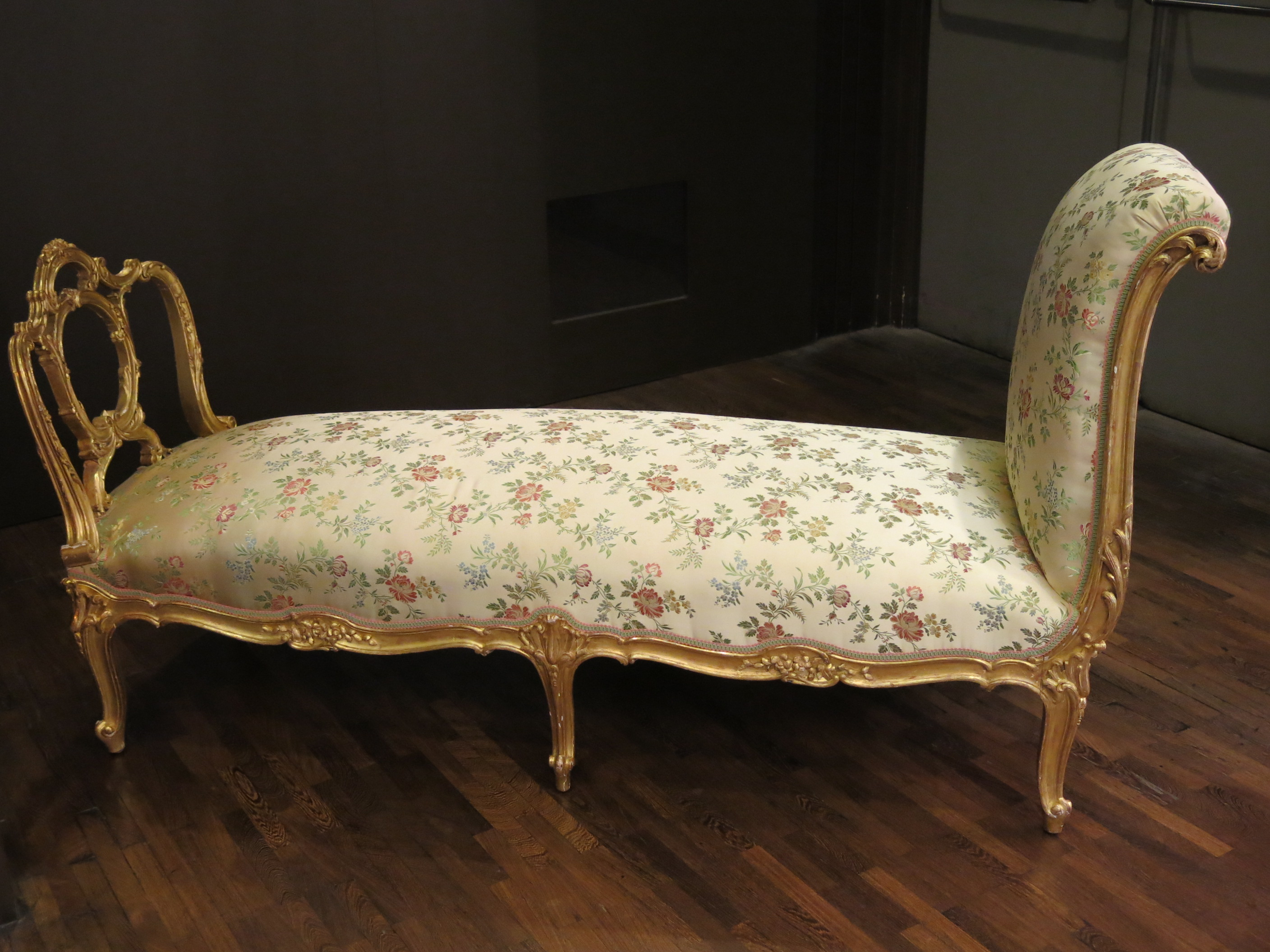
Отоманка-рекам'єр

Різновид отоманки — «рекам'є́р» чи «рекам'є́» (фр. récamière, récamier). Він має дві підняті вигнуті спинки на коротких сторонах і відкриті довгі сторони. Рекам'єр іноді асоціюється зі стилем французького ампіру (неокласичним). Названий на честь французької світської дами, господині модного салону Жулі Рекам'є (1777—1849), яка відпочивала в елегантних позах на дивані такого роду. Форма рекам'є схожа на традиційне фр. lit bateau (дослівно ліжко-човен), але призначене для вітальні, а не для спальні.

## Цікаві факти
- В англійській мові отоманка відома як fainting couch («непритомний диван, диван паморочення»). Припускають, що такі дивани отримали поширення в XIX столітті через широке використовування корсетів жінками, які порушували кровообіг і іноді приводили до знепритомніння (з іншого боку, відомі зображення 1860-х років, де жінки їздять у корсетах верхи, грають у теніс і займаються іншою активною діяльністю без помітних незручностей)[3]. Згідно з іншою версією, ці дивани призначалися для регулярного «тазового масажу», що вважався тоді ефективним способом лікування істерії[4].